# 末森城の戦い
末森城の戦い（すえもりじょうのたたかい）は、天正12年9月9日（1584年10月12日）に能登国末森城（石川県羽咋郡宝達志水町）で行われた攻城戦である。末森の合戦ともいう。

## 戦いの経緯
天正12年（1584年）、羽柴秀吉と織田信雄・徳川家康連合軍が小牧長久手の地で対峙した。越中国の佐々成政は、当初は丹羽長秀を介した秀吉の出陣要請に応じて、佐々平左衛門を小牧の羽柴軍に派遣していたが、7月に羽柴軍に参加していた北陸勢が帰国をするとにわかに織田・徳川連合軍に呼応した。帰国した北陸勢の中にいた佐々平左衛門から羽柴軍の苦戦を伝えられた成政は織田・徳川側の誘いに応える決断をしたと推測されている。
成政は、8月28日に羽柴方の前田利家の朝日山城（石川県金沢市加賀朝日町）を急襲。前田家家臣の村井長頼がこれを撃退する。
9月9日、成政は利家の領国である加賀国と能登国の分断をはかるべく、宝達山を越えて坪山砦に布陣し、総勢15000人で末森城を包囲する。利家の増援軍を警戒し、神保氏張を北川尻に置いて警戒にあたらせた。
9月10日、戦闘が始まると城将奥村永福・千秋範昌らの篭城軍300人が篭城戦を展開。戦況は佐々軍が有利であり、前田方の城代土肥次茂（土肥親真の弟）が討死するなど、落城寸前にまで追い込まれる。
金沢城にて急報を聞いた前田利家は兵2500人を率いて出陣。高松村（かほく市）の農民桜井三郎左衛門の案内により、佐々軍の手薄な海岸路に沿いながら北川尻を越えて今浜まで進軍する。9月11日明け方には末森城に殺到する佐々軍の背後から攻撃し、これを破った。両軍ともに750人余りの死者が出たとされる。

## 戦後
佐々成政は越中国に向けて退却するが、途中で無人であった鳥越城（石川県河北郡津幡町七黒）を占領している。以降、成政は守備を固めて守勢に転じた。前田利家は領国の防衛に成功し、小牧・長久手の戦いで政治的勝利を収めた羽柴秀吉と協力し攻勢を強めていく（富山の役）。

## 末森城の戦いに関する創作
- 俺は権現（小説、司馬遼太郎）
- 花の慶次（漫画、原哲夫）